# 関西沖縄県人会
関西沖縄県人会は、関西地方に住む沖縄県出身者が中心となっている、コミュニティーである。
もともとは、京都大学の沖縄県出身者の学生が作ったこともあり、イベントの参加者がほぼ20代と若く、また、公的機関との関係もなく、開放的で文化や政治的な色合いも薄いので、若者受けしやすい県人会である。

## 特徴
学生が作り上げたこともあり、参加者のほとんどが20代～30代。半数近くが他県出身者または外国人の、単なる沖縄ファンの人たちであることも珍しくない。一般にこのような出身地混合型の沖縄県人会は、構成メンバーを会員と準会員などに分けることが多いのだが、関西沖縄県人会ではまったくそのようなことがない。また、政府機関、公的機関との交わりが一切ないため、文化、政治活動の色合いがほとんど無く、あまり組織だっていないこともあり、非常に若者受けしやすい。
月に一度、京都で行われる飲み会が活動の中心で、そのときに気の合う人たちが何かをしたり、情報交換を行う。そのため、会費や会員としての登録は一切無く、その時その時で一部の人間が勝手にイベントを企画する。
WEBと定期飲み会だけで情報の統一を行い、活動自体は分散的なところは、近代型のコミュニティーである。
飲み会は、空騒ぎすることもなく、沖縄独特のトーク中心の飲み会で、初めてでも参加しやすい0次会があったりと、特に女性からの人気も高い。
また、もともとが京都大学から発生したこともあり、弁護士・医者・探偵・政府関係者・新聞記者・ITエンジニアなどで作る仕事人ネットワークも持っている。

## 創設
（公式ホームページより）
2000年の春、京都大学の沖縄県出身の学生3人により、「京都大学沖縄県人会」が作られる。
既存の京都沖縄県人会の老人くささに違和感を覚えたことから、気さくな沖縄県人会を独自につくりあげ、月1度の飲み会を中心に活動。
のちに参加者の幅、活動の幅がひろがっていったので、京大沖縄県人会から、関西沖縄県人会とする。
創始者は具志堅、豊川、上地、荒里。4人とも、Coccoやミスユニバース準優勝の知花くららの出身校である、沖縄県立開邦高等学校の卒業生。

## イベント・活動
月に1度、京都にてメインの飲み会を行なう。告知は、ホームページにて行なわれる。
これ以外にも、散発的に飲み会が行なわれ、ANNEXのページにて仲間を集うことができる。